# Рыжий кустарниковый жаворонок
Рыжий кустарниковый жаворонок (лат. Calendulauda rufa) — вид воробьиных птиц из семейства жаворонковых. Выделяют три подвида. Обитают в Африке, в сахели (населяют сухие саванны на территории Чада, Мали, Нигера, Судана и Того, площадь ареала составляет 470 000 км²). 
Длина тела до 14 см. У номинативного подвида имеются две цветовые морфы. Питаются эти птицы членистоногими и семенами.